# Encino, Texas
Encino är en så kallad census-designated place i Brooks County i Texas. Vid 2010 års folkräkning hade Encino 143 invånare.